# Afrikaans Nationaal Congres

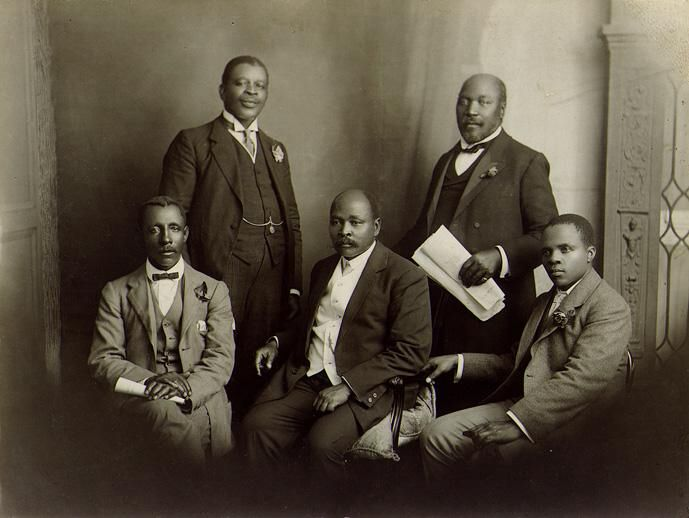
ANC-afvaardiging 1914. V.l.n.r.: Thomas Mapike, Rev. Walter Rubusana, Rev. John Dube, Saul Msane, Sol Plaatje

Het Afrikaans Nationaal Congres (afkorting: ANC; Engels: African National Congress; ook in het Afrikaans wordt African National Congress gezegd) is een politieke groepering, die in 1912 in Bloemfontein werd opgericht om de belangen van de mensen in Zuid-Afrika te behartigen. De basis voor de groepering werd in 1882 gelegd met de formatie van de Native Education Association in de toenmalige Britse Kaapkolonie.

## Opvattingen
Het ANC ziet zichzelf als een nationalistische partij van alle kleuren en voorstander van een non-raciale samenleving. In het Handvest van de Vrijheid uit 1955 worden de grondbeginselen van democratie en mensenrechten beschreven. Het mag niet worden gezien als een blauwdruk voor socialisme.

## Geschiedenis
De organisatie werd gesticht op 8 januari 1912 als South African Native National Congress (SANNC) aan de Waaihoek Wesleyan Church in Bloemfontein, met als doel meer rechten te bekomen voor de zwarte bevolking van Zuid-Afrika. John Dube, de eerste voorzitter, en dichter en schrijver Sol Plaatje waren bij de oprichters. De organisatie kreeg de naam ANC in 1923 en richtte een militaire vleugel op, de Umkhonto we Sizwe (Speer van de Natie) in 1961.
Van herkomst is het ANC voornamelijk een Xhosa-beweging. De "Defiance Campaign" is het eerste grote georganiseerde geweldloze verzet, georganiseerd door het ANC en veroorzaakte een enorme toeloop van ANC-leden, behalve Xhosa ook van andere stammen. Ook begon het ANC samen te werken met blanken die ook tegen de apartheid streden, waaronder blanke leden van de Zuid-Afrikaanse Communistische Partij (SACP).
In 1961 werd het ANC in Zuid-Afrika verboden. In 1964 werd ANC-leider Nelson Mandela, symbool van het verzet tegen de apartheid, verbannen naar Robbeneiland, tot zijn vrijlating in 1990.
Tot 1988 werd het ANC door de Verenigde Staten officieel beschouwd als terroristische organisatie. Tot 27 juli 2008 werden Nelson Mandela en andere ANC-politici nog opgevoerd op de officiële lijst van degenen die door het Congres van de VS als terroristen beschouwd worden. Na bekendwording verdwenen hun namen van de terroristenlijst.
Het ANC werkte in zijn strijd tegen de apartheid samen met de SACP en andere lokale antiracistische partijen, zoals het Pan-African Congress (PAC). Tot 1994 werd de strijd tegen apartheid gebaseerd op actie voor gelijke rechten voor zowel blanken als zwarten. Tegenwoordig is de partij ANC officieel lid van de Socialistische Internationale en voorstander van democratisch socialisme.
Op 2 februari 1990 verklaarde president F.W. de Klerk in zijn traditionele openingstoespraak voor het parlement de opheffing van het verbod op het ANC, het PAC, de Communistische Partij en 31 andere verboden organisaties. Bij de vrije verkiezingen in 1994 behaalde de partij onder aanvoering van Mandela een grote overwinning en nam sindsdien deel aan de nationale eenheidsregering. Het ANC werkte nauw samen met de Afrikaanse Nuwe Nasionale Party, opvolger van de Nasionale Party. Na 2005 stapten een aantal NNP-leden zelfs over naar het ANC.
Sinds de eerste vrije verkiezingen van 1994 heeft het ANC steeds de president van het land geleverd. Dit waren achtereenvolgens Nelson Mandela, Thabo Mbeki, Kgalema Motlanthe, Jacob Zuma en Cyril Ramaphosa.

## Verkiezingen
In 1994 deed de partij voor de eerste keer mee met de verkiezingen. Ze behaalde gelijk een absolute meerderheid dat tot en met de verkiezingen in 2019 werd herhaald. In 2024 verloor de partij de meerderheid voor het eerst in 30 jaar. In juni 2024 bereikte de partij overeenstemming met de Democratische Alliantie en enkele kleinere partijen. Direct daarop werd Cyril Ramaphosa herkozen voor een tweede termijn. In Zuid-Afrika wordt de president gekozen door de Nationale Vergadering, een van de kamers van het parlement.

### Uitslagen sinds 1994
| Jaar | stemmen    | %     | zetels |
| ---- | ---------- | ----- | ------ |
| 2024 | 6.459.683  | 40,18 | 159    |
| 2019 | 10.026.475 | 57,50 | 230    |
| 2014 | 11.436.921 | 62,15 | 249    |
| 2009 | 11.650.748 | 65,90 | 264    |
| 2004 | 10.880.915 | 69,69 | 279    |
| 1999 | 10.601.330 | 66,35 | 266    |
| 1994 | 12.237.655 | 62,65 | 252    |

## Kritiek op ANC
Voormalig ANC-voorzitter Jacob Zuma werd aangeklaagd wegens corruptie, en geldt als populist.
De anglicaanse ex-bisschop Desmond Tutu bekritiseerde het ANC fel vanwege de 'stille diplomatie' tegen het voormalige Zimbabwaanse regime van Robert Mugabe en de toename van de tegenstellingen tussen arm en rijk in Zuid-Afrika.
Ook in de Westerse wereld is vaak kritiek op het ANC te horen. Ten eerste kreeg de regering-Mbeki kritiek wegens haar ineffectieve aidsbeleid. Ten tweede zou ze de haat tegen blanken niet voldoende bestrijden en overvallen op blanke boeren.
In 2006 kreeg Jacob Zuma heel wat kritiek met het zingen van het lied Umshini wami, wat vertaald uit het Zulu Breng me mijn machinegeweer betekent. Hij verklaarde echter wel dat dit lied voor hem geen aansporing tot geweld betekent.
De voormalige jeugdleider van het ANC Julius Malema en voormalig president Zuma werden ook bekritiseerd voor het zingen van het lied dubul' ibhunu wat Schiet een Boer betekent. Het ANC verdedigde dit gedrag.

## Sleutelfiguren binnen het ANC
- Voor 1948: John Dube, Sol Plaatje, Pixley ka Isaka Seme
- 1948 tot 1994: Chris Hani, Ahmed Kathrada, Albert Luthuli, Nelson Mandela, Govan Mbeki, Thabo Mbeki, Raymond Mhlaba, Cyril Ramaphosa, Walter Sisulu, Joe Slovo, Robert Sobukwe, Oliver Tambo, Dulcie September
- Na 1994: Nelson Mandela, Sydney Mufamadi, Thabo Mbeki, Phumzile Mlambo-Ngcuka, Tokyo Sexwale, Jacob Zuma, Ace Magashule, Cyril Ramaphosa